# Louis Vignes
Pour les articles homonymes, voir Vignes.
Louis Vignes, né le 8 juin 1831 à Bordeaux et décédé le 1er juillet 1896 à Paris, est un amiral français et un des premiers photographes de l'Orient.

## Biographie

### Le marin
Louis Vignes entre à l'École navale en 1846 et en sort aspirant le 1er août 1848. Il est enseigne de vaisseau en 1852 et lieutenant de vaisseau en 1860. En 1863, il accompagne sur l'Asmodée le duc de Luynes pendant un voyage scientifique en Syrie et au Liban. En 1865, il est sur le Magenta aide de camp de l'amiral baron de La Roncière-Le Noury, commandant l'escadre cuirassée du Nord. En 1868, il commande la Décidée au Brésil et se distingue dans diverses missions pendant le conflit entre l'Uruguay, le Paraguay et l'Argentine.
Nommé capitaine de frégate en 1870, il est de nouveau aide de camp de l'amiral de La Roncière-Le Noury pendant le siège de Paris et se distingue le 21 décembre à la bataille du Bourget. Capitaine de vaisseau en 1876, il commande sur le Fleurus la Marine de Cochinchine puis est chef d'état-major de l'amiral gouverneur Victor-Auguste Duperré, directeur de l'arsenal de Saigon et commandant du Tilsitt en Indochine.
En 1878, Louis Vignes commande en Méditerranée le Colbert, est chef d'état-major du commandant en chef de l'escadre d'évolution, le vice-amiral Henri Garnault, et fait la campagne de Tunisie. Nommé contre-amiral en 1883, il dirige les personnels de la Marine puis, en 1886, la division de l'Atlantique Nord, avec pavillon sur la Minerve. Vice-amiral en 1890, il commande l'escadre de la Méditerranée, avec pavillon sur le Formidable, est préfet maritime à Toulon en 1893 et l'année suivante inspecteur général de la Marine. Il quitte le service actif en 1896  et meurt la même année, à l'âge de 65 ans.

### Le photographe
Louis Vignes n'est pas un photographe professionnel mais un amateur éclairé, s'y intéressant depuis les débuts de la photographie. De juin 1859 à octobre 1862, il rapporte de ses campagnes en Méditerranée cinquante-deux clichés papier qui lui valent une réputation à la Marine Nationale. Le duc de Luynes, archéologue et collectionneur très connu, organise un voyage d'exploration de Beyrouth à Palmyre par Djerach. Il s'intéresse lui-même à la photographie et fréquente la Société française de photographie créée en 1854. Il recherche un photographe qui soit pour lui de bonne compagnie pendant ce long voyage et choisit sur recommandation le jeune officier de marine. Louis Vignes passe de la technique du calotype à celle du négatif sur verre au collodion. Les photographies faites sur les indications du duc ne sont pas de qualité technique exceptionnelle mais constituent des documents de première qualité, par le choix et l'intérêt des sujets, la qualité des reportages et la mise en scène. On y trouve notamment une étude des pins près de Beyrouth, un salon à Beyrouth avec une partition du Barbier de Séville de Rossini et un album de photographies, des panoramiques de Palmyre, des études des ruines d'Arak el-Emir.
Un album conservé par la Bibliothèque nationale de France comprend cent une photographies de ce voyage. Parmi elles, soixante-quatre, reproduites par le procédé d'héliogravure de Charles Nègre, sont reprises dans l'ouvrage posthume du duc de Luynes. Il semble que d'autres photographies existent dans d'autres albums.

## Décorations
- Grand officier de la Légion d'honneur[2]
- Officier de l'Instruction publique.

## Collections
- Bibliothèque nationale de France

## Sources
- Honoré d'Albert, duc de Luynes, Voyage d'exploration à la mer Morte, à Pétra et sur la rive gauche du Jourdain, ouvrage posthume publié par ses petits-fils sous la direction du comte de Vogüé, avec soixante-quatre héliogravures de Louis Vignes, Arthus Bertrand, Paris, 1875
- Dossier sur Louis Vignes, Espace tradition de l'École navale, en ligne
- Dossier de la Grande chancellerie de la Légion d'honneur